# Dzjaba Lipartia

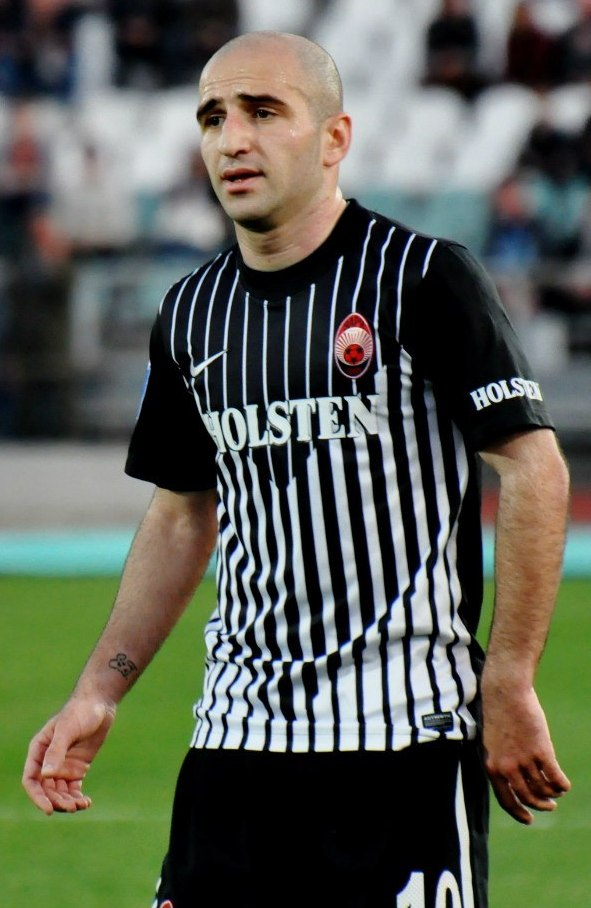
Dzjaba Lipartia år 2012.

Dzjaba Lipartia (georgiska: ჯაბა ლიფართია) född 16 november 1987 i Sovjetunionen, är en georgisk fotbollsspelare som för närvarande (sedan år 2011) spelar för Premjer-liha-klubben FK Zorja Luhansk i Ukraina. Han har tidigare spelat för de georgiska klubbarna FK Tbilisi och WIT Georgia Tbilisi.
Den 20 mars 2011 gjorde han sin första match för Zorja Luhansk mot klubben FK Obolon Kiev.

### Fotnoter
1. ↑  ”Джаба Липартия: «При пустых трибунах играется совершенно не так»”. fanat.ua. 20 mars 2011. http://fanat.ua/news/ukraine/2011/03/20/dzhaba_lipartij_104153.html.[död länk] (ryska)